# کانتور هنکل
کانتور هنکل در ریاضیات، یک مسیر در صفحه مختلط است که از 
[δ,∞] شروع شده و به موازات محور x ادامه می باید و در اطراف مبدا در خلاف جهت عقربه های ساعت و به
[δ-,∞] برمی گردد که در آن δ یک عدد مثبت دلخواه کوچک است. اینکانتور خیلی به اندازه دلخواه به محور x نزدیک می ماند بدون اینکه آن را قطع کند مگر در یک نقطه از قسمت منفی محور x.  
استفاده از کانتورهای هنکل یکی از روشهای انتگرالگیری کانتوری است. این نوع مسیر انتگرال کانتوری اولین بار توسط هرمان هنکل در تحقیقاتش روی تابع گاما استفاده شده است.
تصویر آینه ای کانتور فوق نسبت به محور قائم نیز که در مبدا را به طور ساعتگرد احاطه کند نیز کانتور هنکل نامیده می شود.